# René Rémond
René Rémond (Lons-le-Saunier, 30 settembre 1918 – Parigi, 14 aprile 2007) è stato uno storico e politologo francese.

## Biografia
Fu tra il 1965 ed il 1976 direttore del Centro cattolico degli intellettuali francesi.
Nel 1998 venne eletto membro dell'Académie française, come successore dello storico François Furet (scomparso nel 1997).

## Pensiero
Le sue opere sulla storia politica, intellettuale e religiosa della Francia contemporanea - attraverso il tentativo di coniugare la storia con la scienza politica e di individuare le tendenze di lungo termine del pensiero e della vita politica - hanno contribuito al rinnovamento della storiografia a partire dagli anni '70.
Si deve a Rémond la definizione delle "tre destre" che si distinguono nella storia francese dei secoli XIX e XX, definizione mutuata dagli orientamenti delle tre famiglie dinastiche in conflitto nel XIX secolo, orleanista, bonapartista e legittimista.

## Attività pubblicistica
È stato autore di una quarantina di volumi, tra i quali:
- La secolarizzazione. Religione e società nell'Europa contemporanea. Roma, Laterza, 1999. Trad. di Michele Sampaolo.
- Introduzione alla storia contemporanea. Milano, Rizzoli.
- Il nuovo anticristianesimo. Lindau.

È stato anche direttore della Revue historique tra il 1973 ed il 1998